# NASCAR Winston Cup de 1984
A Temporada da NASCAR Winston Cup de 1984 foi a 36º edição da Nascar, com 30 etapas disputadas o campeão foi Terry Labonte.

## Calendário
| N. | Data   | Corrida                    | Circuito                        | Vencedor        | Segundo         | Terceiro        |
| 1  | 19-feb | Daytona 500                | Daytona International Speedway  | Cale Yarborough | Dale Earnhardt  | Darrell Waltrip |
| 2  | 26-feb | Miller High Life 400       | Richmond International Raceway  | Ricky Rudd      | Darrell Waltrip | Terry Labonte   |
| 3  | 4-mrt  | Carolina 500               | North Carolina Speedway         | Bobby Allison   | Terry Labonte   | Lake Speed      |
| 4  | 18-mrt | Coca-Cola 500              | Atlanta Motor Speedway          | Benny Parsons   | Dale Earnhardt  | Cale Yarborough |
| 5  | 1-apr  | Valleydale 500             | Bristol Motor Speedway          | Darrell Waltrip | Terry Labonte   | Ron Bouchard    |
| 6  | 8-apr  | Northwestern Bank 400      | North Wilkesboro Speedway       | Tim Richmond    | Harry Gant      | Ricky Rudd      |
| 7  | 15-apr | TranSouth 500              | Darlington Raceway              | Darrell Waltrip | Terry Labonte   | Bill Elliott    |
| 8  | 29-apr | Sovran Bank 500            | Martinsville Speedway           | Geoff Bodine    | Ron Bouchard    | Darrell Waltrip |
| 9  | 6-mei  | Winston 500                | Talladega Superspeedway         | Cale Yarborough | Harry Gant      | Buddy Baker     |
| 10 | 12-mei | Coors 420                  | Music City Motorplex            | Darrell Waltrip | Neil Bonnett    | Geoff Bodine    |
| 11 | 20-mei | Budweiser 500              | Dover International Speedway    | Richard Petty   | Tim Richmond    | Terry Labonte   |
| 12 | 27-mei | World 600                  | Charlotte Motor Speedway        | Bobby Allison   | Dale Earnhardt  | Ron Bouchard    |
| 13 | 3-jun  | Budweiser 400              | Riverside International Raceway | Terry Labonte   | Neil Bonnett    | Bobby Allison   |
| 14 | 10-jun | Van Scoy Diamond Mines 500 | Pocono Raceway                  | Cale Yarborough | Harry Gant      | Terry Labonte   |
| 15 | 17-jun | Miller 400                 | Michigan International Speedway | Bill Elliott    | Dale Earnhardt  | Darrell Waltrip |
| 16 | 4-jul  | Firecracker 400            | Daytona International Speedway  | Richard Petty   | Harry Gant      | Cale Yarborough |
| 17 | 14-jul | Pepsi 420                  | Music City Motorplex            | Geoff Bodine    | Darrell Waltrip | Dale Earnhardt  |
| 18 | 22-jul | Like Cola 500              | Pocono Raceway                  | Harry Gant      | Cale Yarborough | Bill Elliott    |
| 19 | 29-jul | Talladega 500              | Talladega Superspeedway         | Dale Earnhardt  | Buddy Baker     | Terry Labonte   |
| 20 | 12-aug | Champion Spark Plug 400    | Michigan International Speedway | Darrell Waltrip | Terry Labonte   | Bill Elliott    |
| 21 | 25-aug | Busch 500                  | Bristol Motor Speedway          | Terry Labonte   | Bobby Allison   | Dick Brooks     |
| 22 | 2-sep  | Southern 500               | Darlington Raceway              | Harry Gant      | Tim Richmond    | Buddy Baker     |
| 23 | 9-sep  | Wrangler Sanfor-Set 400    | Richmond International Raceway  | Darrell Waltrip | Ricky Rudd      | Dale Earnhardt  |
| 24 | 16-sep | Delaware 500               | Dover International Speedway    | Harry Gant      | Terry Labonte   | Ricky Rudd      |
| 25 | 23-sep | Goody's 500                | Martinsville Speedway           | Darrell Waltrip | Terry Labonte   | Bill Elliott    |
| 26 | 7-okt  | Miller High Life 500       | Charlotte Motor Speedway        | Bill Elliott    | Benny Parsons   | Cale Yarborough |
| 27 | 14-okt | Holly Farms 400            | North Wilkesboro Speedway       | Darrell Waltrip | Harry Gant      | Bobby Allison   |
| 28 | 21-okt | American 500               | North Carolina Speedway         | Bill Elliott    | Harry Gant      | Terry Labonte   |
| 29 | 11-nov | Atlanta Journal 500        | Atlanta Motor Speedway          | Dale Earnhardt  | Bill Elliott    | Ricky Rudd      |
| 30 | 18-nov | Winston Western 500        | Riverside International Raceway | Geoff Bodine    | Tim Richmond    | Terry Labonte   |

## Classificação final - Top 10
| 1  | Terry Labonte   | 4508 |
| 2  | Harry Gant      | 4443 |
| 3  | Bill Elliott    | 4377 |
| 4  | Dale Earnhardt  | 4265 |
| 5  | Darrell Waltrip | 4235 |
| 6  | Bobby Allison   | 4094 |
| 7  | Ricky Rudd      | 3918 |
| 8  | Neil Bonnett    | 3797 |
| 9  | Geoff Bodine    | 3734 |
| 10 | Richard Petty   | 3643 |